# Vueling
Вуелинг ерлајнс (шп. Vueling Airlines, S.A.), познатији само као Вуелинг, је шпанска нискотарифна авио-компанија са седиштем у месту Прат де Љобрегат, у близини Барселоне. Вуелинг је добио име од шпанске речи Vuelo, што значи лет.
Поред главног чворишта у Барселони, Вуелинг има оперативне базе у следећих 11 градова: Амстердам, Билбао, Валенсија, Коруња, Мадрид, Малага, Палма де Мајорка, Париз, Рим, Севиља и Фиренца. Дванаеста сезонска база, током лета, је на Ибизи.
Вуелинг лети на преко 90 дестинација у Африци, на Блиском истоку и у Европи, а очекује се да тај број пређе 100 током 2013. године. Током 2011. године Вуелинг је превезао преко 12,3 милиона путника, што је представљало раст од 15,3% у односу на претходну годину, са просечном попуњеношћу кабине од 76,5%, повећање од 6,2 процента у односу на претходну годину.

## Историја

### Настанак
Вуелинг је основан у фебруару 2004. године, а званично је почео да лети 1. јула 2004. године летом између Барселоне и Ибизе. Флота се, у почетку, састојала од два авиона типа Ербас А320 базирана у Барселони, који су летели ка Паризу, Бриселу, Палми и Ибизи.

### Финансијске потешкоће и промена менаџмента
2007. је била тешка година за Вуелинг. Апакс партнерс су продали својих 21% власништва у јуну те године, што је довело до два упозорења о стању профита у августу и октобру. Два високо позиционирана директора и председник компаније су, поводом тога, поднели оставке, наводећи као разлог за тај чин разлике по питању стратегије компаније.
Ови догађаји довели су до именовања Барбаре Касани, бивше директорке британске нискотарифне авио-компаније Го Флај за директорку Вуелинга у септембру 2007. Вуелинг тада започиње процес реструктурирања, што и доводи до остварења профита средином 2009. године.

### Спајање Вуелинга и Клик ера
У јуну 2008. Вуелинг и ривалски нискотарифни Клик ер су објавили намеру о спајању, које је имало за циљ стварање авио-превозника који би се боље борио са конкуренцијом на шпанском тржишту и растућим ценама горива. Иако је компанија наставила да послује под брендом Вуелинг, на место председника компаније именован је Алекс Круз из конкурентског Клик ера.
Договор о спајању је подразумевао одобрење Европске регулаторне комисије задужене за конкуренцију, која је била забринута да ће новостворена компанија поседовати значајну конкурентску предност на око 19 рута, те је захтевала ослобађање одређеног броја слотова на аеродрому у Барселони и другим европским аеродромима као услов одобрења спајања.
Дана 15. јула 2009. завршено је спајање Вуелинга и Клик ера. Новооснована авио-компанија, настала спајањем, је наставила да послује под брендом Вуелинг, док су летови и авиони Клик ера ре-брендирани под именом Вуелинг, чиме је Вуелинг постао друга највећа шпанска авио-компанија, која је превезла 8,2 милиона путника те 2009. године.

### Скорашњи догађаји
Током 2011. и 2012. Вуелинг је набавио десетак нових авиона, који су коришћени за успоставу великог броја нових дестинација, нарочито након колапса Спанера, крајем јануара 2012.

## Сарадња са музичким каналом МТВ
Током 2009. године, Вуелинг је другу годину заредом, током летње сезоне, сарађивао са музичким каналом МТВ. Два авиона Ербас А320 Вуелинга (регистарских ознака: EC-KDG и EC-KDH су носила ливреју МТВ-ја, у складу са чиме је била уређена и унутрашњост авиона.

## Клуб лојалних путника
Вуелинг-ов програм за лојалне путнике носи име Пунто (шпанска реч за 'поен'). Он омогућава честим корисницима њихових услуга прикупљање поена, које могу искористити за резервисање летова.

## Дестинације
По подацима из јануара 2013. године, Вуелинг лети на близу 100 дестинација на три континента.

## Флота
По подацима из августа 2013. године, флота Вуелинга се састоји од следећих типова авиона, просечне старости 7,6 година:
| Тип авиона    | У флоти | Наручено | Број седишта |
| ------------- | ------- | -------- | ------------ |
| Ербас А319    | 4       | –        | 144          |
| Ербас А320    | 66      | 30       | 180          |
| Ербас А320нео | –       | 32       | 180          |
| Укупно        | 70      | 62       |              |